# La Légende des Niveaux Fermés
La Légende des Niveaux Fermés est un roman français de science-fiction écrit par Gilles Thomas paru aux éditions Fleuve Noir Anticipation une première fois en 1978 (numéro 841), puis en 1990 (numéro 1764).

## Résumé
L'aventure se déroule sous la surface de la Terre, au sein du Matriarchat, dans lequel les femmes dominent la société et les hommes sont esclaves. Le personnage principal est un jardinier, Gerd, au service de Marça, femme Ingénieur. Un matin, alors qu'il est déjà au travail pour rattraper son retard, Gerd découvre, parmi les plants de kartènes, un Rejeté. Celui-ci a dû commettre une faute grave car il porte le masque de fer qui dispose d'une ouverture juste assez grande pour lui permettre d'apporter de l'eau à sa bouche, et bien peu de nourriture. Celui-ci se nomme Mauri. Se mettant en infraction, Gerd décide d'aider Mauri, lui fournissant de quoi se débarrasser de son masque et de la nourriture. Pour cela, il se rend dans les cuisines la nuit pour voler dans les réserves. Ce faisant, la fatigue le gagne, ce qui inquiète Victo et Théode, ses deux amis. Un jour, il est espionné par Adol, un jardinier prêt à tout pour s'accorder les faveurs de la Matriarche, et le tue. Aidé de ses deux amis à qui il se confie, il se débarrasse du corps et camoufle son crime. Un peu plus tard, il assiste à un récital de Josep, le chanteur le plus en vogue de son époque. À la suite de cela, il écrit à Josep pour lui demander ce qu'il sait des Niveaux Fermés, où, selon la légende, seraient réfugiés les Révoltés, et où hommes et femmes sont égaux.
Alors que les quatre hommes ont pris la décision de préparer leur départ vers les Niveaux Fermés, Josep, en réponse à la lettre de Gerd, invite ce dernier à passer une journée en sa compagnie. Le droguant pour le faire parler, comme il le fait d'ordinaire à ses invités afin de s'inspirer de leurs expériences pour ses chansons, il découvre le plan de Gerd, et lui demande de se joindre à l'expédition en compagnie de son amante, Catéri. Celle-ci veut quitter le Matriarchat car elle est l'amante forcée de la Matriarche, et ne peut pas vivre librement son amour avec Josep. Le jour du départ, Josep et Catéri apportent du matériel et des vivres en quantité qu'ils ont pu se procurer grâce à leur situation sociale privilégiée. Les jours d'ascension par les échelles du puits central se succèdent et se ressemblent, mais une attaque de chauves-blanches vient affecter la santé de Victo. Catéri s'attire les foudres des hommes en proposant d'abandonner le vieil homme, ce à quoi ils se refusent, portant chacun leur tour le blessé. Cependant, une seconde attaque des animaux, et le décès de Victo qui s'ensuit, finit par lui donner raison. Au quinzième Niveau, ils tombent sur un binôme de Psychos, la police du Matriarchat. Ils les neutralisent, en tuant une, et faisant prisonnière la seconde. Grâce à leurs uniformes et leurs laissez-passer, ils parviennent bien plus haut, jusqu'au niveau Premier en empruntant les ascenseurs, mais impossible d'aller plus haut vers l'Arli, leur mythique destination. Ils parviennent à convaincre Laurée, leur prisonnière, de les conduire jusqu'au secteur 56-32 Nord, où des couloirs désaffectés mènent très probablement vers les Niveaux Fermés. En effet, ils découvrent là des escaliers montant. Poursuivis par les Psychos, ils emmènent Laurée avec eux. Celle-ci tente une évasion, mais Gerd la rattrape et la contraint de s'accoupler avec lui, alors que d'ordinaire, ce sont les femmes qui exercent ce pouvoir. Gravissant les escaliers, ils parviennent à des Niveaux pourvus de jardins. Ceux-ci leur fournissent de l'eau et de la nourriture, mais ils sont peuplés d'animaux dangereux. Catéri en fait les frais et meurt des suites d'une morsure d'araignée. Revenu à leur campement, c'est un arachnide géant qui les attaque. Ils décident de reprendre leur route au plus vite. Lors de leur ascension, Josep est tué, et Mauri et Théode blessés lors de l'effondrement d'une escalier. Gerd et Laurée poursuivent seuls, promettant de revenir chercher les deux blessés, une fois l'Arli atteint. 
Après plusieurs jours d'ascension, au cours desquels ils deviennent finalement amis, et plusieurs bêtes monstrueuses affrontées, Gerd et Laurée parviennent enfin au Niveau Ultime. Ils découvrent le soleil, le ciel, les rivières et une nature luxuriante. Enfin, une femme à cheval, Raphaë, vient à leur rencontre. Elle leur apprend l'histoire du monde. L'Arli est la contraction d'air libre. Les premiers Niveaux sous la surface de la Terre ont été pollués par des substances ayant modifié la faune et la flore, comme l'était toute la surface de la Terre, contraignant l'Humanité à aller se réfugier dans les profondeurs de la planète. Une expédition retourne ensuite chercher Mauri et Théode, toujours vivants.